# Lei de Direitos Autorais
A  Lei de Direitos Autorais (LDA), oficialmente Lei nº 9.610, de 19 de fevereiro de 1998, rege o direito autoral no Brasil. Essa legislação se alinha ao sistema internacional de direito autoral e define os direitos morais e patrimoniais dos autores sobre suas criações intelectuais, assim como as exceções permitidas ao uso dessas obras.
Entre os principais aspectos da LDA, destacam-se:
- Reconhecimento dos direitos morais e patrimoniais dos autores;
- Proteção por 70 anos após a morte do autor;
- Previsão de limitações e exceções para uso educativo, científico e informativo;
- Necessidade de autorização para reprodução ou adaptação de obras protegidas;
- Regulação da gestão coletiva de direitos autorais

## Modelo brasileiro de direito autoral
O Brasil adota o modelo de direito autoral, comum nos países de tradição jurídica civilista, diferentemente do modelo anglo-saxão de copyright. Nesse sistema, o autor é reconhecido como o criador da obra e possui direitos inalienáveis sobre ela, tanto morais quanto econômicos.
Segundo a legislação brasileira, há uma distinção clara entre autoria e titularidade dos direitos autorais. O autor é a pessoa física que cria a obra literária, artística ou científica, enquanto o titular é a pessoa — física ou jurídica — que detém os direitos de exploração econômica dessa obra. A titularidade pode ser transferida, por exemplo, por meio de contratos de cessão ou herança, mas a autoria, por ser um direito de personalidade, é intransferível.
Além dos direitos autorais, a legislação brasileira também protege os chamados direitos conexos, que abrangem intérpretes, produtores fonográficos e empresas de radiodifusão. Esses agentes têm direitos específicos relacionados à utilização pública de suas interpretações, fonogramas e transmissões. Embora não detenham os direitos sobre a obra em si, os titulares de direitos conexos têm garantias legais quanto à remuneração e ao reconhecimento pelo uso comercial de suas contribuições.

## Antecedentes da LDA
A proteção aos direitos autorais no Brasil remonta ao século XIX, quando a Constituição de 1824 já previa garantias aos autores. A primeira norma específica sobre o tema foi o Decreto de 11 de agosto de 1827, que reconhecia ao autor de livros o direito exclusivo de reprodução por dez anos. Desde então, o ordenamento jurídico brasileiro passou por diversas etapas, incluindo a consolidação da matéria no Código Civil de 1916, a promulgação do Decreto nº 4.928 de 1923, e a aprovação da Lei nº 5.988 de 1973, que buscou sistematizar os direitos morais e patrimoniais dos autores.
A legislação atualmente em vigor, a  Lei nº 9.610/1998, ou Lei de Direitos Autorais (LDA), foi aprovada e sancionada em 19 de fevereiro de 1998. Ela foi elaborada em consonância com acordos internacionais dos quais o Brasil é signatário, entre eles TRIPS, da Organização Mundial do Comércio, a Convenção de Berna, a Convenção Universal sobre Direito do Autor (UCC), e a Convenção de Buenos Aires.

## Críticas e limitações da LDA
A LDA tem sido alvo de críticas por não acompanhar as transformações tecnológicas e culturais das últimas décadas, entre elas: 

### Transformações tecnológicas e desatualização
Desde a promulgação da LDA, o cenário tecnológico e cultural passou por transformações significativas, começando com a ascensão da internet e das plataformas de streaming. Especialistas apontam que a LDA não acompanhou adequadamente essas mudanças, tornando-se desatualizada para lidar com questões contemporâneas de direitos autorais.

### Lacunas na regulação de plataformas digitais
A lei atual não prevê explicitamente a responsabilidade das plataformas digitais na gestão e proteção de conteúdos autorais, criando lacunas que dificultam a proteção eficaz dos direitos dos criadores no ambiente online. Além disso, a ausência de disposições claras sobre o uso de obras em ambientes digitais gera insegurança jurídica tanto para autores quanto para usuários.

### Ausência de diretrizes sobre inteligência artificial
A legislação não contempla os novos desafios trazidos pelo uso de inteligência artificial, como a utilização de obras protegidas no treinamento de modelos algorítmicos e a definição da autoria de criações geradas por sistemas automatizados.

### Limitações das exceções legais
A LDA tem limitações quanto às exceções à proteção dos direitos autorais em situações em que há interesse público no acesso à cultura, à informação e à educação. Atualmente, essas exceções são interpretadas de forma restrita e frequentemente geram debates sobre sua aplicação prática, especialmente no contexto digital.

## Esforços para a atualização da LDA

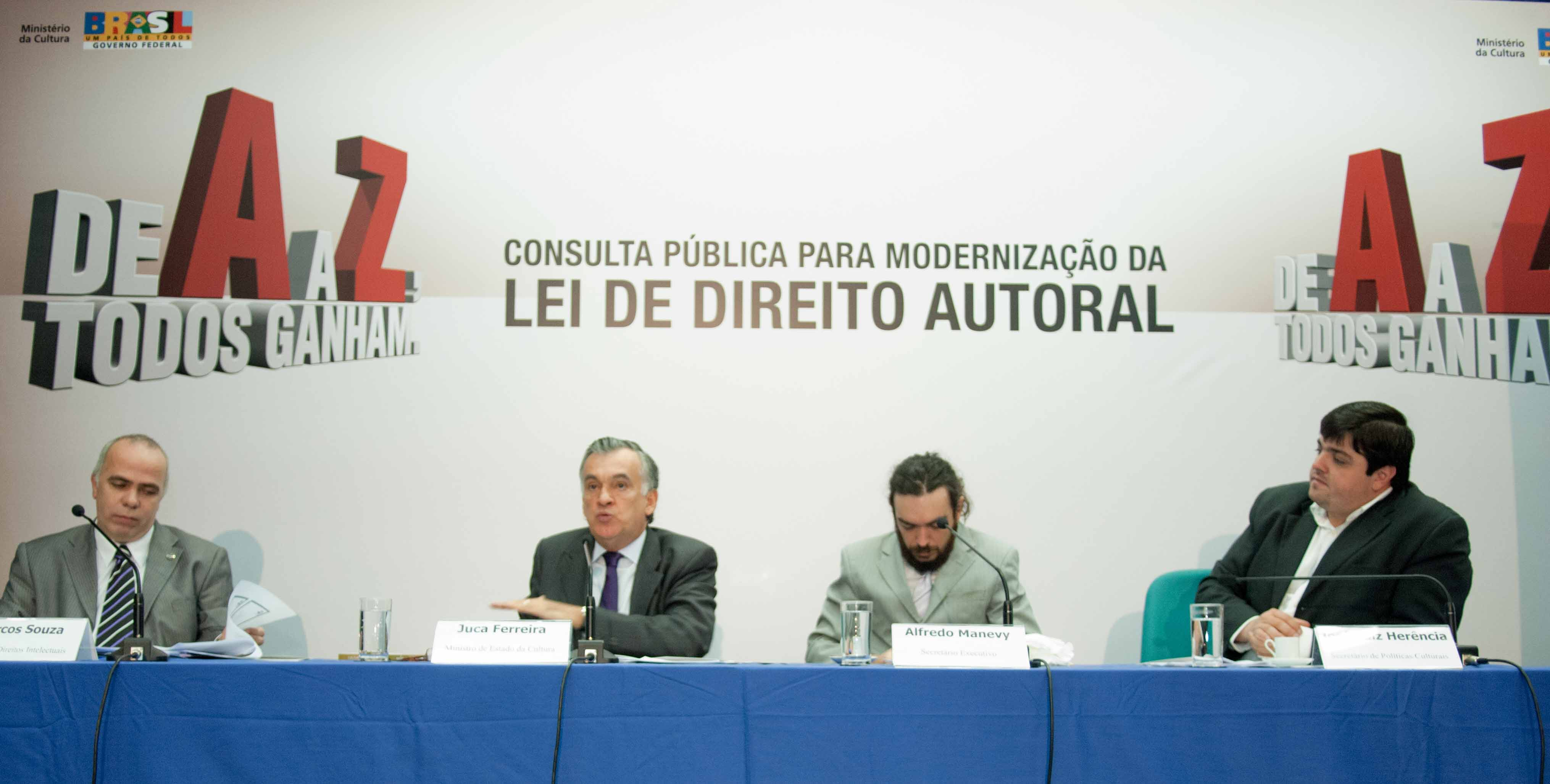
Representantes do Poder Executivo participam da consulta pública para a atualização da Lei de Direitos Autorais, Brasília, 2010

Um dos primeiros esforços para atualizar a LDA data de 2004, quando o Ministro da Cultura, Gilberto Gil, convocou o Fórum Nacional de Direito Autoral com objetivo de discutir a atualização da lei.
Entre 2007 e 2011, ainda no âmbito do Ministério da Cultura, a Secretaria de Direitos Autorais e Intelectuais (SDAI), órgão especializado na formulação de políticas de direito autoral na cultura, promoveu um amplo processo de consulta pública sobre a reforma da LDA. Um anteprojeto foi elaborado propondo, entre outras medidas:
1. Regulação e fiscalização da gestão coletiva;
2. Ampliação das exceções para fins educacionais, bibliotecas e preservação digital;
3. Reforço dos direitos do autor frente a intermediários comerciais;
4. Inclusão de uma cláusula geral de uso justo (fair use);

Apesar do bom engajamento da sociedade civil, o anteprojeto não avançou no Congresso Nacional.
Em 2023, a Comissão de Cultura da Câmara dos Deputados promoveu audiências públicas para discutir propostas de modernização da lei, ouvindo representantes do setor cultural, especialistas jurídicos e plataformas digitais. No mesmo ano, em tema conexo, o Senado Federal aprovou e encaminhou à Câmara dos Deputados o Projeto de Lei nº 2.338/2023, voltado à regulação da inteligência artificial no Brasil.
Em 2025, o Ministério da Cultura defendeu no Conselho de Comunicação Social do Congresso Nacional a regulação dos serviços de vídeo sob demanda, como parte dos esforços para atualizar a legislação sobre direitos autorais no ambiente digital.
Também em 2025, a sociedade civil também se mobilizou, com o lançamento da campanha #ConhecimentoÉDireito, que busca retomar o debate sobre o acesso ao conhecimento e a necessidade de modernização da LDA.

## Controvérsias sobre fiscalização da gestão coletiva
Uma das dificuldades para avançar com a atualização da LDA é a divergência de opiniões sobre a regulação e fiscalização da gestão coletiva ( ver item número 1 da lista acima). O Escritório Central de Arrecadação e Distribuição (ECAD), entidade privada responsável pela arrecadação e distribuição dos direitos autorais decorrentes da execução pública de obras musicais no Brasil, defendeu o modelo vigente da LDA e sugeriu apenas ajustes pontuais durante o processo de reforma. Por outro lado, diversas organizações da sociedade civil propuseram mecanismos adicionais de transparência, fiscalização e controle público sobre a gestão coletiva.
Em 2013, com a sanção da Lei nº 12.853, que alterou a LDA para permitir maior supervisão estatal sobre a gestão coletiva, o ECAD contestou judicialmente as mudanças por meio de uma Ação Direta de Inconstitucionalidade (ADI 5062) apresentada ao Supremo Tribunal Federal, argumentando que as novas regras comprometeriam a autonomia das associações autorais e feririam princípios constitucionais. Em 2016 STF julgou a ADI e considerou-a improcedente.

## Exceções para fins educacionais
Uma das propostas centrais do anteprojeto de reforma da LDA era a ampliação das exceções para usos educacionais, bibliotecas e preservação digital (ver item 2 da lista acima). Nesse contexto, uma estratégia complementar tem sido a adoção, por órgãos públicos, de licenças livres, como a Creative Commons.
Embora algumas instituições federais já tenham adotado esse tipo de licença, como o Arquivo Nacional e o IBAMA, a prática ainda carece de regulamentação específica no âmbito federal, o que compromete sua consolidação como política pública. A ausência dessa regulamentação se reflete em situações como a da Agência Brasil, que utilizou a licença Creative Commons Atribuição 3.0 Brasil (CC BY 3.0 BR) por vários anos, permitindo ampla reutilização de textos e imagens. No entanto, a remoção dessa informação do site em 23 de fevereiro de 2017 gerou incertezas sobre o licenciamento do conteúdo publicado a partir daquela data.
Fora da esfera federal, licenças livres têm sido incorporadas por diversas municipalidades e governos estaduais, como no Estado do Espírito Santo, por meio do projeto Midiateca Capixaba.

## Discussões contemporâneas análogas
Além das iniciativas nacionais como a LDA, o tema do acesso ao conhecimento também tem sido abordado em fóruns multilaterais. Um exemplo é o Pacto Digital Global, atualmente em discussão no contexto da Cúpula do Futuro das Nações Unidas. O pacto promove a criação e o fortalecimento de bens públicos digitais, categoria que inclui repositórios científicos, plataformas educacionais e conteúdos com licenças livres. Ainda que não trate especificamente de legislação de direitos autorais, seus princípios contribuem para orientar políticas públicas voltadas ao acesso à informação.